# Капраника-Пренестина
Капраника-Пренестина (итал. Capranica Prenestina) — коммуна в Италии, располагается в области Лацио, в провинции Рим.
Население составляет 351 человек (2008 г.), плотность населения составляет 17 чел./км². Занимает площадь 20 км². Почтовый индекс — 30. Телефонный код — 06.
Покровителем населённого пункта считается святой Рох.

## Демография
Динамика населения:

## Администрация коммуны
- Официальный сайт: http://www.comunecapranica.it/